# Rabghuzi
 (juin 2020).
Si vous disposez d'ouvrages ou d'articles de référence ou si vous connaissez des sites web de qualité traitant du thème abordé ici, merci de compléter l'article en donnant les références utiles à sa vérifiabilité et en les liant à la section « Notes et références ».
Rabghuzi est un écrivain d'Asie centrale de langue turcique de la fin du XIIIe siècle et du début du XIVe, auteur d'Histoires des prophètes.
Il connaissait bien l'arabe et le persan. Il était cadi.